# Comuna Sokîrînți, Cemerivți
Sokîrînți (în ucraineană Сокиринці) este o comună în raionul Cemerivți, regiunea Hmelnîțkîi, Ucraina, formată din satele Leninske, Sokîrînți (reședința) și Zbrîj.

## Demografie
Componența lingvistică a comunei Sokîrînți
     Ucraineană (99,36%)
     Alte limbi (0,55%)
Conform recensământului din 2001, majoritatea populației comunei Sokîrînți era vorbitoare de ucraineană (99,36%), existând în minoritate și vorbitori de alte limbi.